# Střelice (Znojmo)
Střelice è un comune della Repubblica Ceca facente parte del distretto di Znojmo, in Moravia Meridionale.